# Legindvejlebrug
De Legindvejlebrug (Deens: Legindvejlebroen) is een brug bij Nykøbing Mors in Denemarken. De brug overspant sinds 1977 het meer Legind Sø en ligt in het verlengde van de Sallingsundbrug.
Over de brug loopt de Primærrute 26. Deze weg loopt van Aarhus op Jutland naar Hanstholm op Vendsyssel-Thy.